# Sveti Florijan (Rogaška Slatina, Slovenija)
Sveti Florijan je naselje u slovenskoj Općini Rogaškoj Slatini. Sveti Florijan se nalazi u pokrajini Štajerskoj i statističkoj regiji Savinjskoj. 

## Stanovništvo
Prema popisu stanovništva iz 2002. godine naselje je imalo 359 stanovnika.